# Tongva (volk)

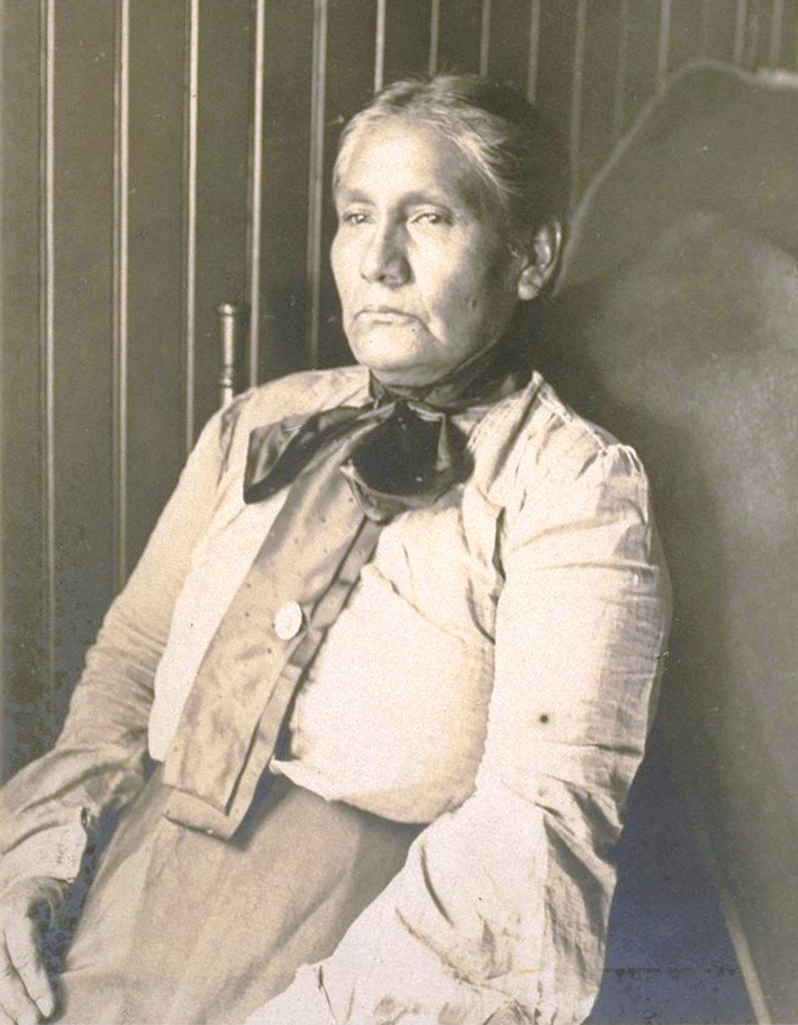
Een Tongva-vrouw rond de vorige eeuwwisseling

De Tongva zijn een Noord-Amerikaans indianenvolk en de inheemse bevolking van de streek rond de huidige stad Los Angeles, in de Amerikaanse staat Californië. De Spanjaarden noemden hen Gabrieleño, Gabrielino, Fernandeño en Fernardino, benamingen die in meer of mindere mate ook nu nog gebruikt worden.
Het volk van naar schatting 5000 personen kwam rond 1700 in aanraking met de Spaanse kolonisator en ging goeddeels daaraan ten onder. Voor een deel was dit het gevolg van een aantal voor hen onbekende ziektes zoals buiktyfus, pokken en griep. Ook misdaad, geweld en uitroeiing droegen ertoe bij dat er niet veel meer van het volk overbleef. In 2008 werd hun aantal op 1500 geschat. 
De hele leefwereld van de Tongva, die in nauw contact met de natuur leefden, wekte de wrevel op van de Spaanse kolonisator en het katholieke denken. Onmiddellijk werd begonnen met de evangelisatie van dit natuurvolk. Hun waarden werden verdrongen en hun religie vernietigd. Hun dorpen werden vernietigd en iedereen werd gedwongen in missies geïntegreerd. Na de overname van de staat Californië (Alta California) door de Amerikanen vanaf de Mexicaans-Amerikaanse oorlog (1846-1848) verliep dit proces nog sneller.
De Tongva stonden bekend als een van de weinige inheemse volkeren van Noord-Amerika die zich met enige regelmaat op de Stille Oceaan waagden. Zij hadden vaartuigen die zij breeuwden met pek (teer) die zij onder andere wonnen uit de La Brea-teerputten.

## Taal
Het volk sprak een Uto-Azteekse taal, het Tongva. De laatste spreker ervan stierf in de jaren 1970; huidige stamleden trachten de taal te doen herleven door vergelijking van historisch opgetekend materiaal met het Chuilla, een nauw verwante taal. 